# Здесь и сейчас (альбом «Города 312»)
Здесь и сейчас — пятый студийный альбом российской поп-рок группы «Город 312», изданный в 2022 году.

## Об альбоме
Работа над пятой номерной пластинкой группы велась много лет. Изначально альбом должен был называться «Белая ворона», но когда все треки уже были собраны Игорь Матвиенко подарил коллективу песню «Здесь и сейчас» - она в итоге и дала название всему альбому 

## Список композиций
Слова и музыка всех песен — Город 312, если не указано иное.
| №   | Название                                | Текст песни                   | Музыка          | Длительность |
| --- | --------------------------------------- | ----------------------------- | --------------- | ------------ |
| 1.  | «Падай»                                 |                               |                 | 4:10         |
| 2.  | «Люди, которых нет»                     |                               |                 | 3:46         |
| 3.  | «Простить»                              |                               |                 | 4:31         |
| 4.  | «Конверт»                               |                               |                 | 3:53         |
| 5.  | «Too much»                              |                               |                 | 3:25         |
| 6.  | «Здесь и сейчас»                        | Ольга Ровная, Игорь Матвиенко | Игорь Матвиенко | 3:20         |
| 7.  | «Белая ворона»                          |                               |                 | 3:26         |
| 8.  | «Если не любовь»                        |                               |                 | 3:33         |
| 9.  | «Дети бегут по асфальту»                |                               |                 | 3:02         |
| 10. | «Одинокая»                              |                               |                 | 4:47         |
| 11. | «Любовь в кармане (Кошка)»              |                               |                 | 3:02         |
| 12. | «Мне легко без тебя»                    |                               |                 | 3:55         |
| 13. | «Мелодрама»                             |                               |                 | 3:37         |
| 14. | «Твоею частью»                          |                               |                 | 4:00         |
| 15. | «Зима»                                  |                               |                 | 3:35         |
| 16. | «Друзьям»                               |                               |                 | 3:52         |
| 17. | «Гипноз» (при участии А. Маршала)       |                               |                 | 3:06         |
| 18. | «Нас миллионы» (при участии А. Маршала) |                               |                 | 3:45         |

## Участники записи
Город 312
- Светлана «Ая» Назаренко — вокал
- Дмитрий «Дим» Притула — клавишные, бэк-вокал
- Мария «Маша» Илеева-Притула — гитара
- Леонид «Леон» Притула — бас-гитара, бэк-вокал
- Леонид «Ник» Никонов — барабаны